# Лёвенштейны
Левенштейн-Вертгеймы или Левенштайн-Вертхаймы (нем. Löwenstein-Wertheim) — морганатическая ветвь дома Виттельсбахов, которая до наполеоновской медиатизации владела суверенными франконскими графствами Лёвенштейн, Вирнебург и Вертхайм.
Родоначальник Лёвенштейнов — пфальцграф Фридрих I Победоносный, который женился на аугсбургской простолюдинке Кларе Тотт. Их сын Людвиг I (1463—1524) как рождённый в морганатическом браке не имел прав на наследование Курпфальца, но отец обеспечил его будущность, наделив графством Лёвенштейн. В 1494 году он был подтверждён императором Максимилианом в достоинстве имперского графа.
Младший из его внуков, Людвиг III (1530—1611), имперский наместник Штирии, Каринтии и Крайны, в 1566 году взял в жёны Анну Штольберг, наследницу графства Вертхайм у слияния вод Таубера и Майна. Потомство от этого брака и стало писаться Левенштейн-Вертхайм. Старший же брат Людвига III унаследовал Лёвенштейн и Шарфенек; его потомство в мужском колене прекратилось на внуке, чья единственная дочь в разгар Тридцатилетней войны была выдана за шведского графа Оксеншерну, родственника риксканцлера, а потомство осталось жить в Швеции.
От сыновей Людвига III происходят две ветви рода, продолжающиеся до нашего времени. Старший сын Кристоф Людвиг (1568—1618) в 1592 году взял в жёны Елизавету фон Мандершейд, наследницу графства Вирнебург, а младший сын Иоганн Дитрих (1585—1644) сочетался браком с наследницей одной из ветвей дома Ламарков. Унаследовав по праву жены несколько сеньорий на территории современной Бельгии, включая Нёфшато и Рошфор, он принял тройную фамилию Лёвенштейн-Вертгейм-Рошфор (Löwenstein-Wertheim-Rochefort).
Потеряв права на Вирнебург и Рошфор в ходе медиатизации, старшая ветвь стала называться фройденбергской (Löwenstein-Wertheim-Freudenberg) по названию округа, этот округ в итоге стал частью Великого герцогства Баден, то есть стал его вассалом, а младшая — розенбергской (Löwenstein-Wertheim-Rosenberg). Младшая ветвь, обосновавшаяся в Клайнхойбахе, была утверждена в княжеском достоинстве в 1712 году, а старшая — ровно 100 лет спустя. Из младшей ветви происходила Аделаида, жена отрёкшегося от португальского престола Мигела I и прародительница многих коронованных особ, а из старшей — финансовый директор группы Rolling Stones Руперт Левенштайн.
|                                     |  | |  |                                         |
| Замок Вертхайм (продан в 1995 году) |  | 9-й князь Лёвенштейн-Вертхайм-Розенберг с супругой Анастасией Прусской, правнучкой Вильгельма II (фото 2010 года) |  | Дворец князя Лёвенштейна в Клайнхойбахе |